# Alabastro

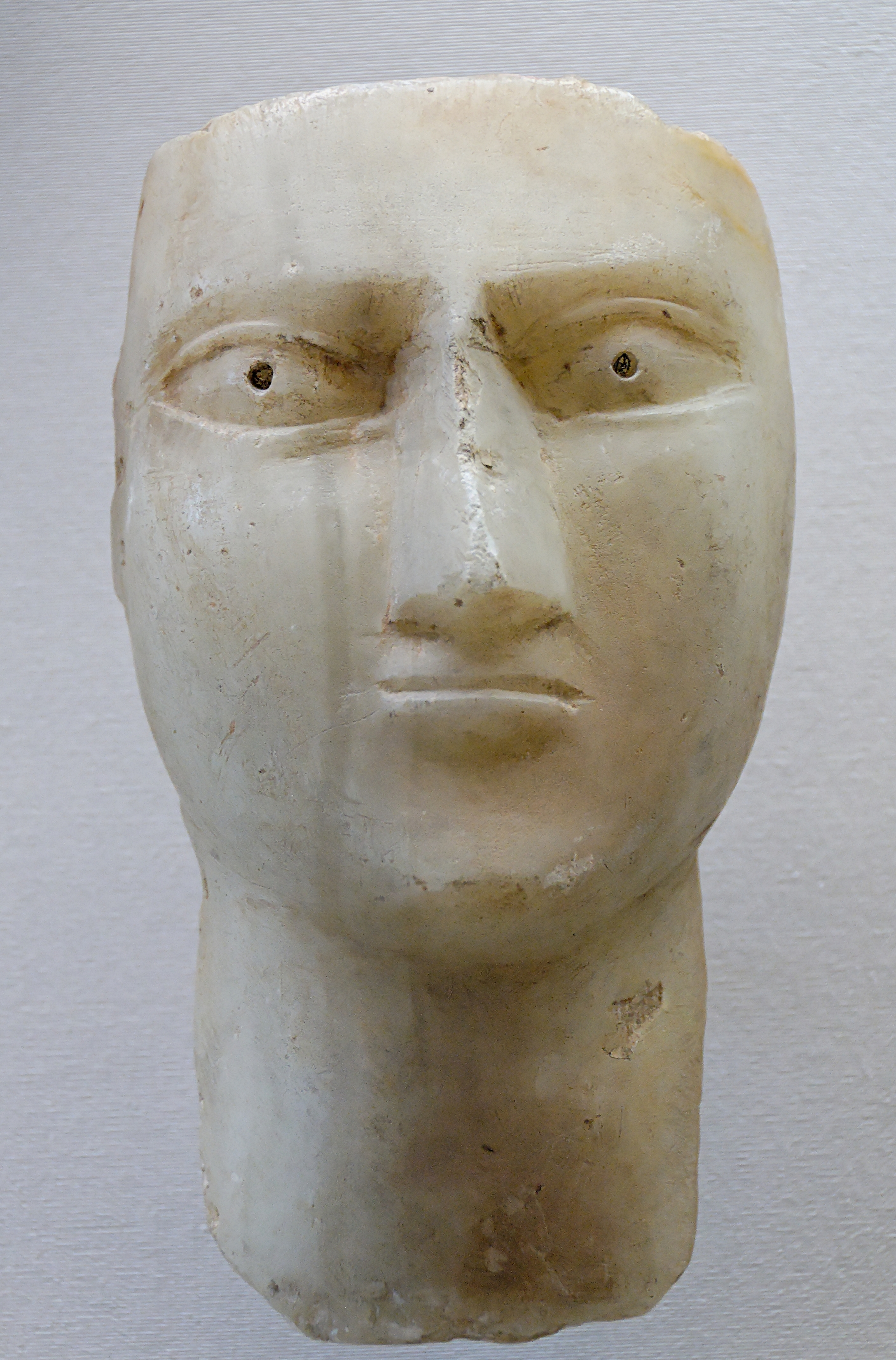
Cabeza en alabastro, -I a. C., Museo del Louvre.

El alabastro, palabra que proviene del latín alabastrum, es una variedad de sulfato de calcio, del aljez o de piedra de yeso (sulfato cálcico hidratado) que se presenta bajo forma compacta, contrariamente a la selenita, que es una variedad fibrosa. Su nombre proviene del griego antiguo αλάβαστρος («alabastros»), que designaba una vasija sin asas, pues el alabastro era utilizado para elaborar vasijas de perfume sin asas.
El alabastro, como el aljez, o piedra de yeso, se raya con la uña (dureza Mohs 1,5 a 2). Su sistema cristalino es monoclínico. Esta variedad de aljez de grano fino se extrae de canteras españolas, inglesas o de la Toscana. El alabastro se emplea como piedra decorativa. Su blandura permite tallarlo con formas muy elaboradas. Soluble en el agua, no puede emplearse en el exterior.

## La calcita

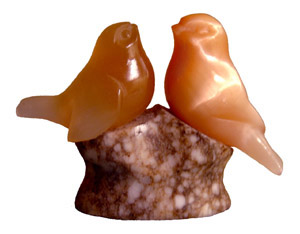
Escultura de alabastro.

La calcita es el «alabastro de los antiguos» o «alabastro de la Biblia» o también «alabastro del Este», ya que los primeros objetos que se conocen en alabastro proceden de Cercano Oriente. Muy buscada para la elaboración de pequeñas vasijas de perfume o ungüento, llamados alabastra, posible origen de la palabra «alabastro».
Un sarcófago tallado en un solo bloque de calcita figura en la colección del museo Sloane, en Londres. Fue descubierto por Giovanni Belzoni en 1817, en la tumba del faraón Seti I, no lejos de Tebas, y comprado por Sir John Sloane después de haberlo propuesto, sin éxito, al British Museum. La piedra se extraía cerca de Tebas, en la ciudad que los griegos renombraron Psinaula o Alabastron.
El alabastro se empleaba para elaborar vasos canopos egipcios y otros tipos de vasos sagrados o funerarios como por ejemplo los encontrados por Howard Carter en la tumba de Tutankamon en 1922.
En la América prehispánica, los mayas y aztecas elaboraban objetos de alabastro.

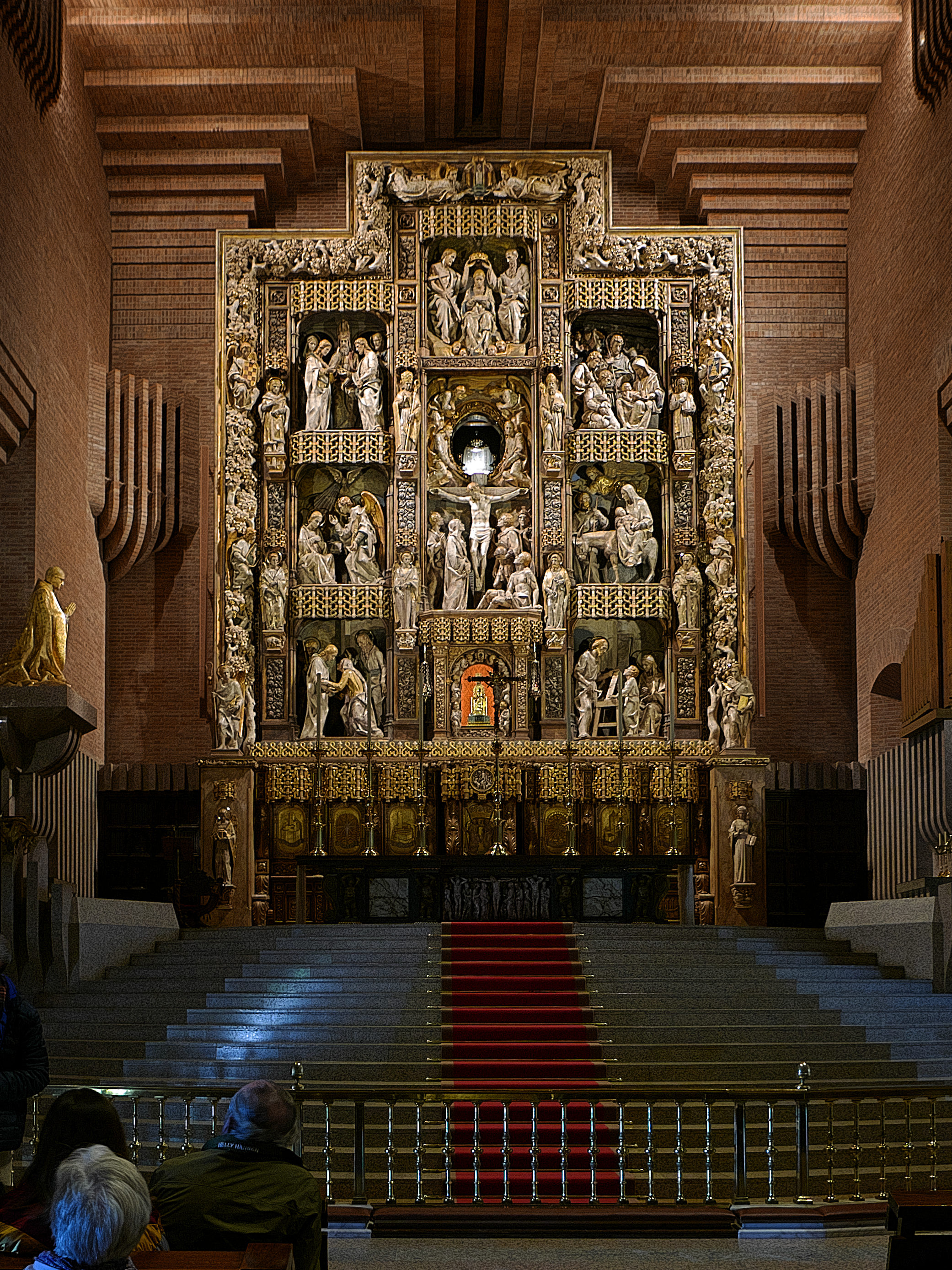
Santuario de Torreciudad (Huesca)

### Otros usos
Una de las características principales que hacen que el alabastro sea apreciado es el hecho de que es translúcido. Las iglesias en vez de cristales tenían láminas de alabastro. La relativa blandura de este material permite que se pueda labrar incluso con la uña. Un dispositivo especial de enfriamiento impide que los paneles se vuelvan opacos bajo el efecto del calor.
También se fabrican tulipas y plafones en el rubro de la iluminación, las cuales son parte de las llamadas «arañas» de bronce.
Se puede usar para hacer baldosas en las habitaciones o para hacer objetos decorativos.
Las imágenes del retablo mayor del Santuario de Torreciudad (1975) están esculpidas en alabastro, material común en la comarca. Son obra del escultor catalán Joan Mayné.

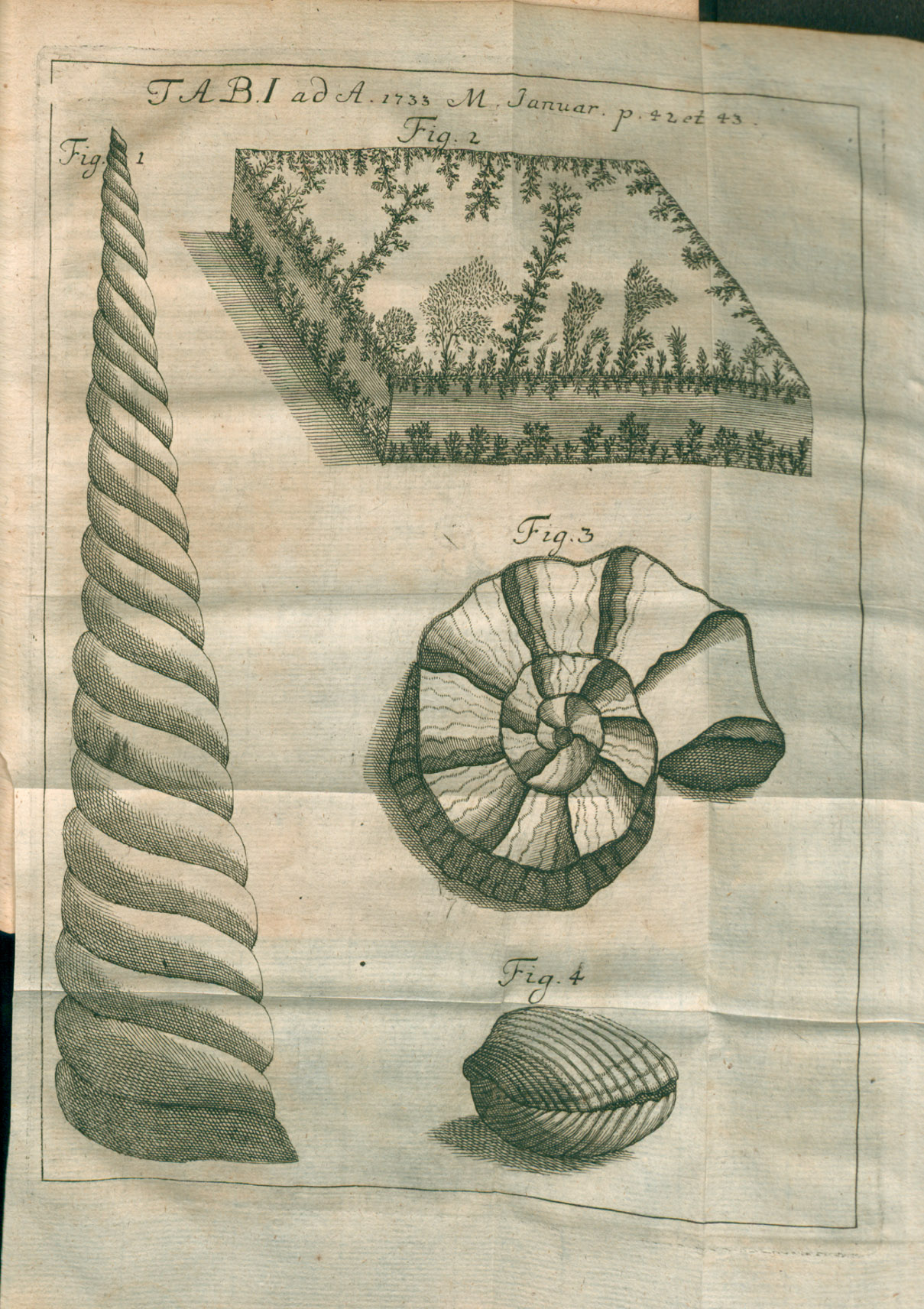
Ilustración desde Lucubratiunculae II de Alabastris..., publicada en Acta eruditorum, 1733

## Extracción del alabastro
Gran parte de la extracción mundial de alabastro se realiza en Aragón (España), en el Bajo Aragón Histórico y Ribera Baja del Ebro (Teruel y Zaragoza), en localidades como Gelsa, Quinto, Fuentes de Ebro, Azaila, La Puebla de Híjar y Albalate del Arzobispo. La explotación se hace mediante canteras. Al ser un mineral muy soluble en agua, el relieve se erosiona con facilidad. Se exporta aparte de en piezas elaboradas, en gran cantidad en bloques en bruto para realizar jade falso muy apreciado en Asia y el mundo árabe, mediante un procedimiento que lo endurece y lo tiñe en colores diversos.

## Formación del alabastro

Las etapas del ciclo de formación del alabastro.